# یو کوانگ-جون
یو کوانگ-جون (انگلیسی: Yoo Kwang-joon; ۷ مارس ۱۹۳۲ – ۳۰ مارس ۱۹۹۹) بازیکن فوتبال اهل کره جنوبی بود.